# Клод Авелин
Клод Авели́н (Авли́н; фр. Claude Aveline, псевд.; наст. имя — Евгений (Эжен) Авцин (фр. Eugène Avtsine), 19 июля 1901 — 4 ноября 1992) — французский писатель, поэт, издатель, участник движения Сопротивления.

## Биография
Родился в Париже 19 июля 1901 года в семье еврейских эмигрантов, уехавших из Российской империи в 1891 году и получивших французское гражданство в 1905 году. Учился в престижном лицее Генриха IV, а затем в лицее Ош в Версале, куда переехали его родители. В 1915 пошёл добровольцем на фронт работать медбратом. Затем он учился в парижском лицее Жансон-де-Сайи, но из-за проблем со здоровьем учёбу пришлось оставить. В 1918—1919 годах жил в городе-курорте Ле-Канне, где начал сочинять стихи, взяв псевдоним Клод Авелин.
В 1919 году публикуется в журналах. Узнав о том, что Клод мечтает познакомиться с известным французским писателем Анатолем Франсом (Anatole France), его друг, художник Роберт Лё Венёр (Robert Le Veneur) осуществляет его мечту. В 1920 году возвращается в Париж, где работает в арт-журнале. В 1922 году открывает своё собственное издательство «Chez Claude Aveline éditeur», однако вскоре из-за очередного недуга следующие четыре года проводит в клинике на горном курорте Фон-Ромё-Одейо-Виа. Там он знакомится с будущим кинорежиссёром Жаном Виго (много лет спустя, в 1951 году, Авелин учреждает премию его имени, присуждаемую молодым режиссёрам, а затем 25 лет возглавляет жюри).
Из-за болезни Клод освобождён от государственной службы и поэтому смог полностью посвятить себя писательской карьере. Во время немецкой оккупации Франции участвовал в движении Сопротивления. В 1952 году  получает гран-при Общества литераторов (фр. Société des gens de lettres), а в 1955 — «Prix Italia» за работу над радиоспектаклями.
С 1950 года жил в Париже, в доме № 12 на улице Теофраста Ренодо (фр. Rue Théophraste-Renaudot). Умер 4 ноября 1992 года.

## Творчество
Ранние произведения писателя написаны в традициях критического реализма, с тщательным психологическим анализом (тетралогия «Жизнь Филиппа Дени»), однако широкую известность и популярность ему принесли детективные романы, объединённые единым персонажем — инспектором Фредериком Бело. Уже в первом романе («Двойная смерть Фредерика Бело») тот погибает и последующие книги из этой серии повествуют о его более ранних расследованиях.
В годы оккупации под псевдонимом Меневр (фр.  Minervois) он написал повесть «Мёртвое время», посвящённую Сопротивлению.
Творчество Клода Авелина очень широко и разнообразно: это книги для детей, исследования, посвященные Анатолю Франсу (которого он считал своим учителем), эссе о писателях и художниках, сценарии к радиоспектаклям.

### Романы
Квадратура судьбы
- «Рассвет» (фр. Le Point du jour, 1928; рус. перевод, 1937)
- «Узник» (фр. Le Prisonnier, 1936; рус. перевод «Заключённый», 1937)
- «Вес огня» (фр. Le Poids du feu, 1959)
- «Гофман Канада» (фр. Hoffmann Canada, 1977)

Жизнь Филиппа Дени
- «Госпожа Майяр» (фр. Madame Maillart, 1930)
- «Конец госпожи Майяр» (фр. La fin de Madame Maillart, 1930)
- «Любовь и ненависть» (фр. Les Amours et les haines, 1952)
- «Филипп» (фр. Philippe, 1955)

Единое издание под названием «Жизнь Филиппа Дени» выпущено в 1963 году.
Полицейская серия (перечень по хронологии действия)
- «Абонент линии У» (фр. L'Abonné de la ligne U, 1947, послед. ред. 1973)
- «Вагон 7, место 15» (фр. La Double mort de Fréderic Belot, 1937, послед. ред. 1984)
- «Источник» (фр. Le Jet d'eau, 1947)
- «Кошачий глаз» (фр. L'Œil de chat, 1970, послед. ред. 1984)
- «Двойная смерть Фредерика Бело» (фр. La Double mort de Fréderic Belot, 1932, послед. ред. 1984)

Полное издание выпущено в 1987 году

## Повести и рассказы
- «Человек фалерский»: басни (фр. L'Homme de Phalère, 1935)
- «Баба Диен и Кусок сахара»: роман для детей (фр. Baba Diène et Morceau de Sucre, 1937)
- «Мёртвое время» (фр. Le Temps mort, 1944, под псевдонимом Меневр)
- «Что ещё?»: рассказы для детей (фр. De quoi encore?, 1946)
- «Дерево Тик-так»: рассказы для детей (фр. L'Arbre Tic-Tac, 1950)
- «Неожиданный бестиарий» (фр. Le Bestiaire inattendu, 1952)
- «Из любви к ночи»: детективные рассказы (фр. Pour l'amour de la nuit, 1956)
- «Это правда, но я не верю»: рассказы (фр. C'est vrai, mais il ne faut pas le croire, 1960)

## Экранизации
- 1964 — 5-серийный телефильм «Абонент линии У» по одноимённому роману и сценарию Клода Авелина (фр. L'Abonné de la ligne U)[3]
- 1973 — телефильм «Источник» (по одноимённому роману; фр. Le jet d'eau)[4]

## Афоризмы
- Клоду Авелину принадлежит известная крылатая фраза (неоднократно переиначенная): «Не существует плохих жанров, есть только плохие писатели» (фр. Il n'y a pas de mauvais genres, il n'y a que de mauvais écrivains). Впервые она появилась в предисловии к первому его детективному роману «Двойная смерть Фредерика Белло».